# Hexadecannitril
Hexadecannitril ist eine organische Verbindung aus der Gruppe der Nitrile.

## Vorkommen
Alkannitrile der Kettenlänge 7 (Heptannitril) bis 24 (Tetracosannitril) kommen in Schieferöl vor. Dabei sind Tridecannitril und Dodecannitril die Hauptkomponenten, aber auch Hexadecannitril kommt in größerer Menge vor. Pseudomonas veronii kann verschiedene langkettige Nitrile bilden, darunter Hexadecannitril sowie Tridecannitril, Tetradecannitril und Pentadecannitril.

## Herstellung
Hexadecannitril kann durch oxidative Dehydrierung von N-Hexadecylamin hergestellt werden. Dies ist in einer wässrigen Lösung von Dimethyldodecylamin-N-oxid möglich, wobei Nickel(II)-sulfat als Katalysator und Kaliumperoxodisulfat als Oxidationsmittel zum Einsatz kommt. Eine andere Synthesemethode geht vom Bisulfit-Addukt von Hexadecanal aus. Dieses wird in Ethanol mit Hydroxylamin-Hydrochlorid sowie wenigen Tropfen Salzsäure versetzt und dann erhitzt.